# Daniel Wells (snookerspeler)
Daniel Wells (Neath, 31 juli 1988) is een snookerspeler uit Wales. Zijn beste toernooiprestatie behaalde hij in 2025 toen hij zich plaatste voor het World Snooker Championship. Hij verloor in de eerste ronde van Shaun Murphy, nadat hij in de kwalificatie Gary Wilson had uitgeschakeld.

## Belangrijkste resultaten

### Wereldkampioenschap
Hoofdtoernooi (laatste 32 of beter):
| #  | Seizoen   | Editie  | Prestatie  | Extra                             |
| -- | --------- | ------- | ---------- | --------------------------------- |
| 1. | 2024/2025 | WK 2025 | Laatste 32 | Verloor met 10-4 van Shaun Murphy |